# Fotoküvette
Eine Fotoküvette ist vor allem in der Aquaristik ein schmaler hoher Wasserbehälter, in denen Wassertiere (Fische, Garnelen usw.) in eine Position gebracht werden, in der man sie besser fotografieren kann. Sie ist damit eine Sonderform der Küvette.